# Bockelwitz
Bockelwitz is een kern van de saksische stad Leisnig in de Landkreis Mittelsachsen. Tot 1 januari 2012 was Bockelwitz een zelfstandige gemeente.

## Kernen
Tot de gemeente Bockelwitz behoorden de kernen:
| - Altenhof - Altleisnig - Beiersdorf - Bockelwitz - Börtewitz - Clennen - Dobernitz - Doberquitz - Doberschwitz - Görnitz | - Großpelsen - Hetzdorf - Kalthausen - Kleinpelsen - Korpitzsch - Kroptewitz - Leuterwitz - Marschwitz - Naundorf - Naunhof | - Nicollschwitz - Polditz - Polkenberg - Sitten - Wiesenthal - Zeschwitz - Zollschwitz - Zschockau |